# Naranjo (Guatemala)

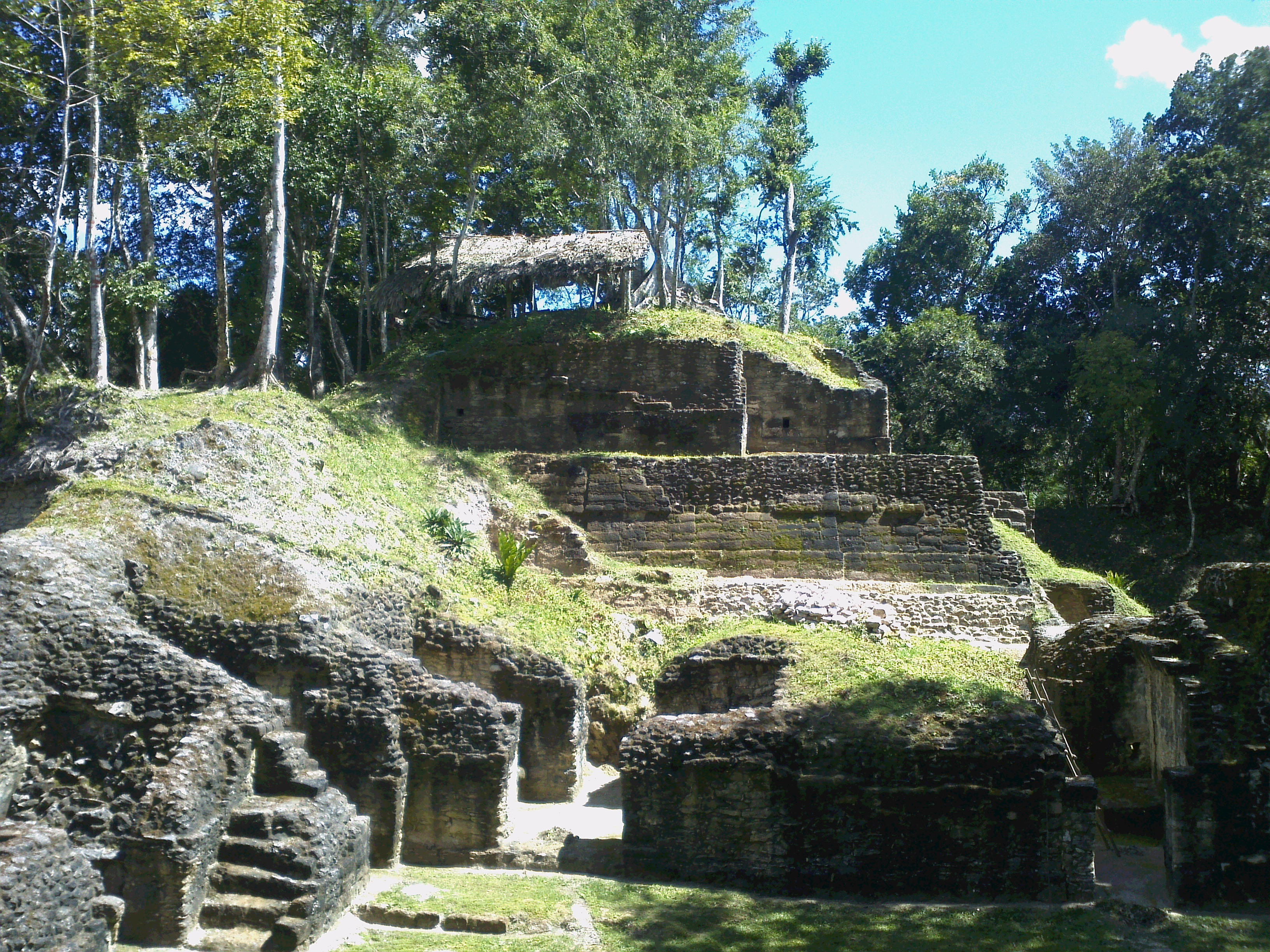
Naranjo (2014)

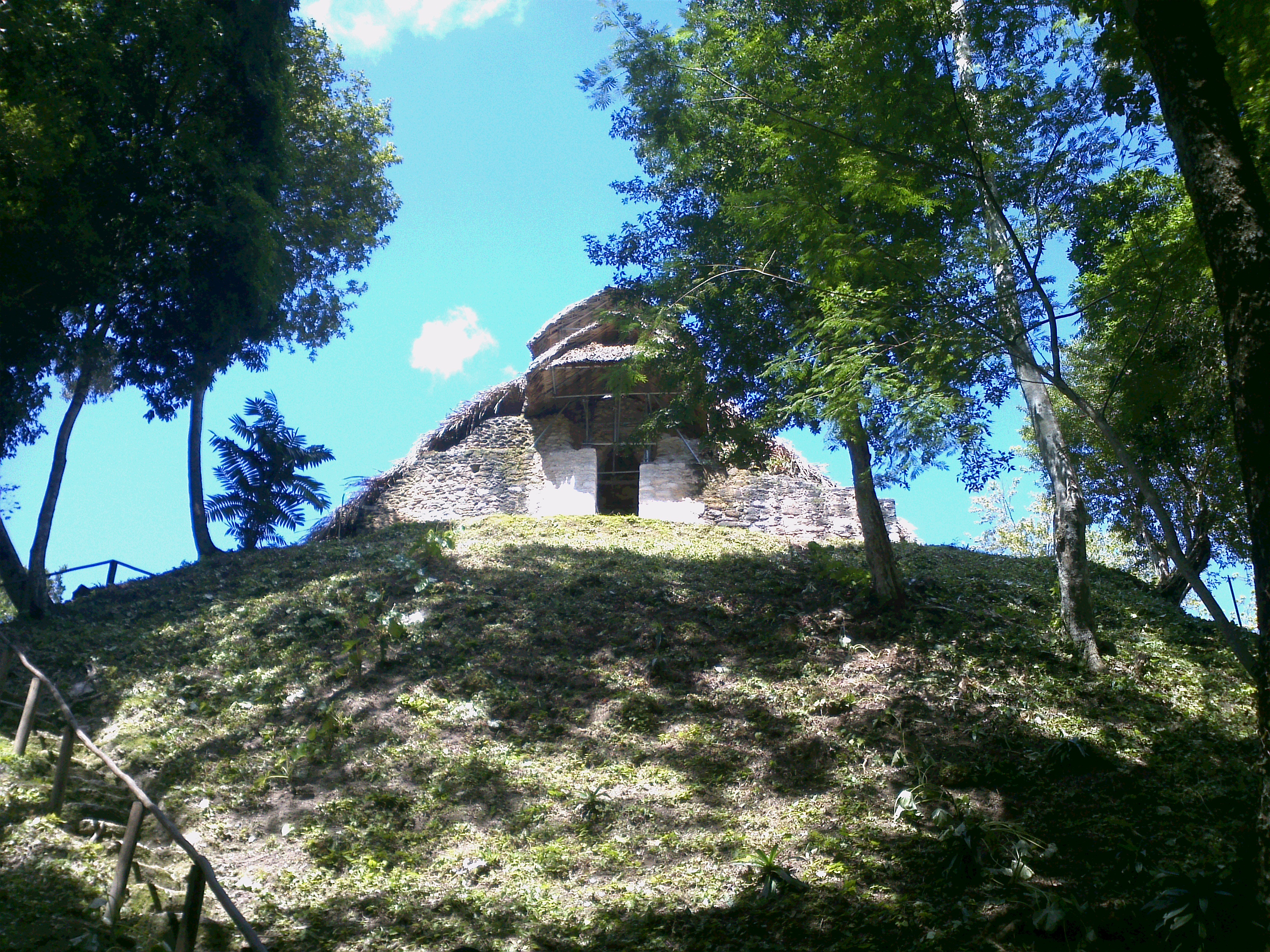
Naranjo – Tempelpyramide

Naranjo (ursprünglich Sa’aal = „Platz der reich ist an Maisgrütze“) ist eine bedeutende archäologische Stätte der klassischen Mayakultur im Nationalpark Yaxhá-Nakum-Naranjo (Cultural Triangle Yaxha-Nakum-Naranjo National Park) im Departamento Petén, Guatemala.
Naranjo war ein bedeutendes politisches und kulturelles Zentrum des Maya-Tieflands insbesondere in der Spätklassik. 

## Kurzbeschreibung
Naranjo liegt ca. 100 km (Fahrtstrecke) östlich von Tikal nahe der Grenze zu Belize. Die Stätte umfasst in einem Einzugsgebiet von ca. 8 km² etwa 900 Gebäude, wovon im urbanen Zentrum etwa 400 dokumentiert sind.

## Geschichte

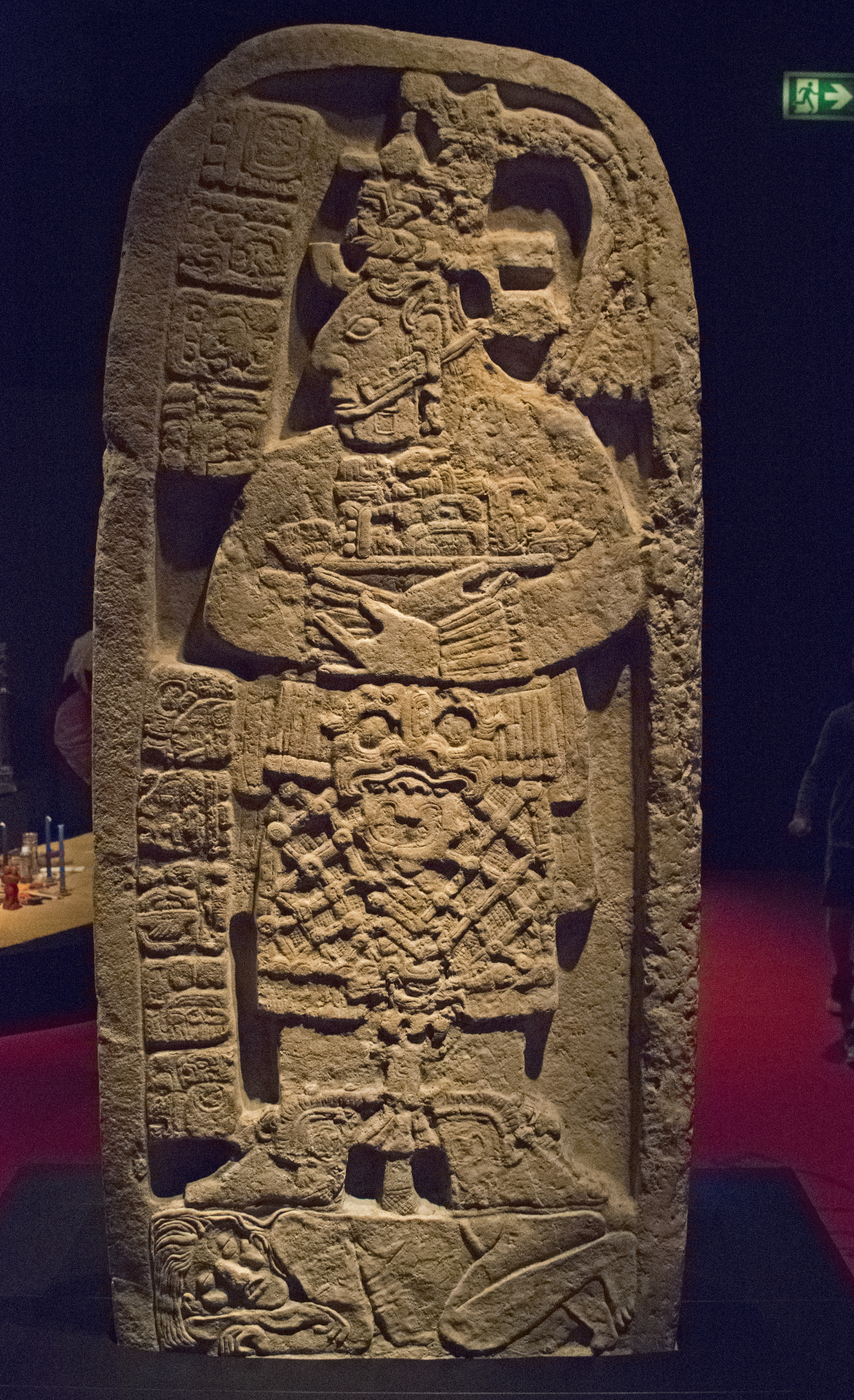
Wac Chanil Ajaw

Die Geschichte der Stadt lässt sich aus zahlreichen Hieroglyphen-Inschriften rekonstruieren. Der früheste namentlich bekannte Herrscher war Tzik'in Bahlam, Großvater mütterlicherseits des ab den 480er Jahren nachgewiesenen Herrschers von Tikal, Chak Tok Ich'aak II, ein früher Beleg für die enge Verknüpfung zwischen beiden Städten. Ihm folgten später Naatz Chan Ahk und Tajal Chaak, möglicherweise sein Sohn beziehungsweise Enkel.
Im Jahre 546 wurde der gerade zwölf Jahre alte Aj Wosal als Herrscher eingesetzt, seine Inthronisation erfolgte unter der Patronage des Herrschers Calakmuls, K'altuun Hix, dem Rivalen von Tikal. Aj Wosals Herrschaft dauerte mindestens 69 Jahre, in dieser Zeit blieb Naranjo höchstwahrscheinlich ein loyaler Alliierter Calakmuls. Vermutlich starb er nicht lang nach dem Jahr 615, seiner letzten schriftlichen Erwähnung. Um das Jahr 600 wurde in Holmul von Naranjo aus mit Och Chan Yopaat ein willfähriger Herrscher eingesetzt.
Seine Nachfolger, erst ein namentlich unbekannter Herrscher und dann K'uxaj, wandten sich vom bisherigen Patron Calakmul ab. Im Mai und August 626 kam es daher zu ersten militärischen Auseinandersetzungen mit Calakmuls engem Alliierten Caracol unter K'an II., in denen Naranjo unterlag. 631 dann zog Calakmul selbst gegen Naranjo. In einem sogenannten Sternenkrieg, der die Zerstörung der Stadt und des Herrscherhauses beabsichtigte, besiegte Calakmul Naranjo und beendete möglicherweise auch die Herrschaft K'uxajs.
Ab 644 ist K'ahk ' Skull Chan Chaak als Herrscher Naranjos bekannt. Unter seiner Führung griff Naranjo mit Unterstützung durch Xunantunich in einem erneuten Sternenkrieg im Jahr 680 Caracol an. Der Kriegszug war erfolgreich und zwang den Nachfolger von K'an II. ins Exil.
Offensichtlich war dieser Erfolg jedoch kurzlebig: im Jahre 682 traf Wac Chanil Ajaw in Naranjo ein. Sie war die Tochter des Herrschers von Dos Pilas, Bajlaj Chan K'awiil, ebenfalls Verbündeter von Calakmul. Ihre Ankunft diente, vermutlich auf Betreiben des Herrschers von Calakmul, der Gründung bzw. Neugründung einer Dynastie in Naranjo. Obwohl niemals formal als Herrscherin eingesetzt, herrschte sie nach ihrer Ankunft zehn Jahre, bevor sie, bis 741, danach als Regentin für ihren Sohn K’ak Tiliw Chan Chaak („Rauchendes Eichhörnchen“) agierte. Wac Chanil Ajaw führte zahlreiche Feldzüge und Kriege durch, so 692 gegen Bital, Tubaal und K'inichil Kab, 695 gegen Tikal, 698 siegreich gegen Ucanal und 710 gegen Yaxha. Auch ihr Sohn führte zahlreiche Feldzüge.
Yax Mayuy Chan Chaak, der neue Herrscher von Naranjo, der auch auf einer Vase, die in Buenavista del Cayo gefunden wurde, genannt ist, wurde 744 von Tikal besiegt, gefangen und ebendort geopfert. In der Folge versank Naranjo erneut in der politischen Bedeutungslosigkeit. Gleichwohl konnte Itzamnaaj K’awiil noch einmal einen, diesmal jedoch siegreichen, Feldzug gegen Yaxha durchführen. Weiterhin litt die Stadt um 810 unter einer schweren Dürre. Das letzte dokumentierte Datum der Langen Zählung stammt aus dem Jahr 849. Wenig später muss Naranjo verlassen worden sein.

## Bekannte Herrscher
- Tzik’in Bahlam
- Naatz Chan Ahk
- K’inich Tajal Chaak

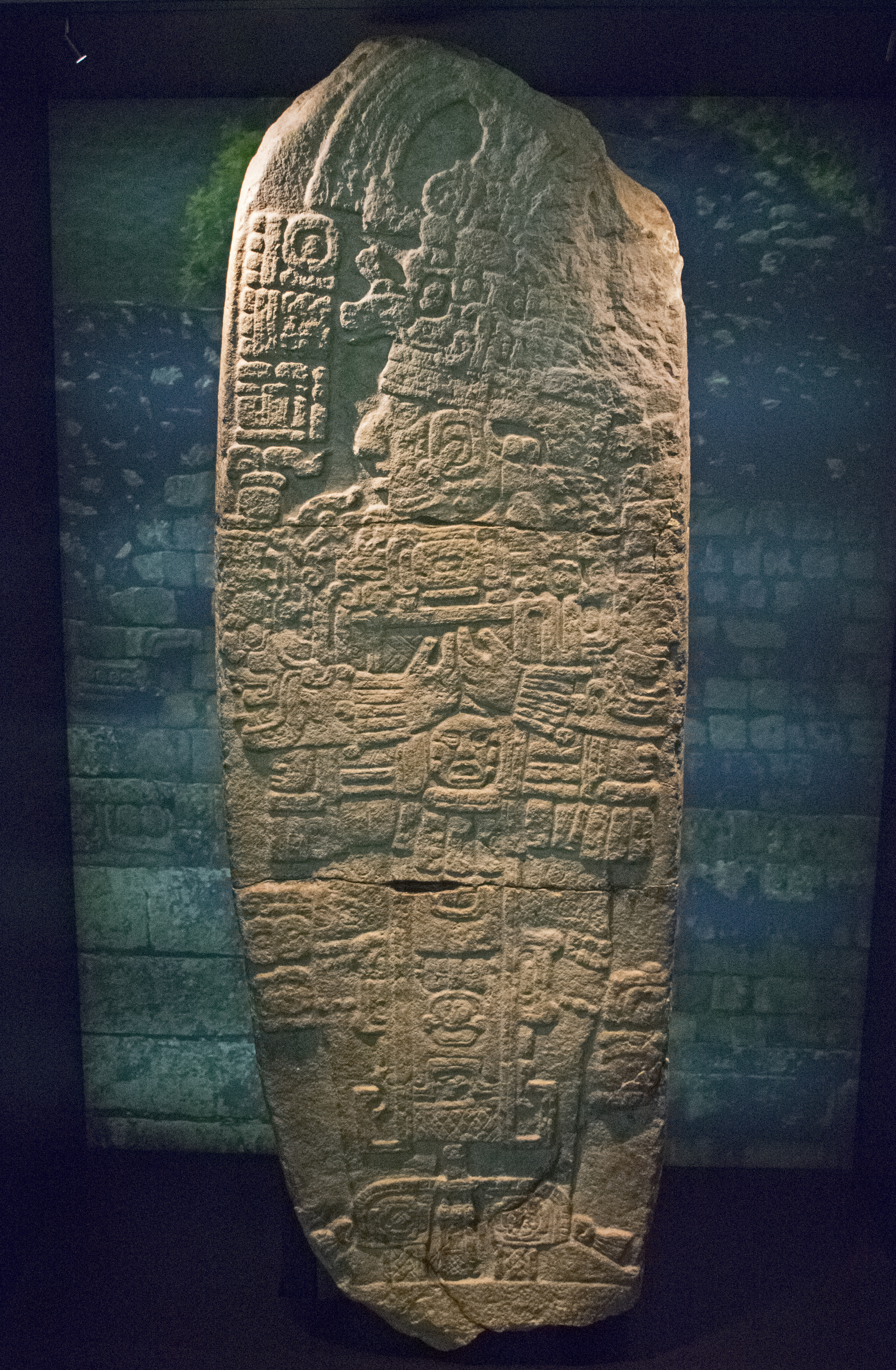
Naranjo – Stele 6, errichtet anlässlich der Inthronisation von K'ak' Ukalaw Chan Chaak (755)

- Aj Wosal, 35. Herrscher, genannt 546–615
- Wac Chanil Ajaw († 741), Regentin nach 682
- K’ak Tiliw Chan Chaak, 38. Herrscher, genannt 693–728
- Yax Mayuy Chan Chaak († 744)
- K’ak’ Yipiiy Chan Chaak, genannt 746–748
- K’ak’ Ukalaw Chan Chaak, genannt 755–780
- Bat K’awiil
- Itzamnaaj K’awiil, genannt 784–810
- Waaklajuun Ub’aah K’awiil, genannt 814

## Forschungsgeschichte
Zum Endes des 19. Jahrhunderts besuchten Alfred Maudslay und Teobert Maler die Stätte. Sie fanden zahlreiche Stelen und Gebäude noch unbeschädigt vor. Sylvanus Griswold Morley konnte noch die zahlreichen Inschriften vor Ort untersuchen. Ab den 1960er-Jahren kam es zu zahlreichen und massiven Raubgrabungen, aus denen sich vor allem polychrome Keramik und einige Stelen heute in Privatbesitz befinden. Seit im Jahre 2002 Naranjo bei World Monuments Fund gelistet und als UNESCO-Welterbe nominiert war, fanden umfassende Untersuchungen und Restaurierungsarbeiten statt, die 2006 soweit abgeschlossen waren. Im Jahr 2008 unterstützte der U.S. State Department Ambassadors Fonds für kulturelle Erhaltung die Restaurierung des Tempels mit Hieroglyphen-Treppe. Naranjo bildet mit Yaxha und Nakum ein gemeinsames Forschungsgebiet.